# Teafuanonu
Teafuanonu ist ein kleines Motu im nördlichen Riffsaum des Atolls Nukufetau im Inselstaat Tuvalu.

## Geographie
Teafuanonu schließt sich unmittelbar an Motulua im geschlossenen Nordsaum des Atolls an. Nach Nordwesten erstreckt sich der geschlossene Riffsaum weiter mit mehreren winzigen, unbenannten Motu. Erst nach einigen Kilometern gibt es wieder eine namhafte Insel, Matanukulaelae.